# Костянтин Борковський
Борковський (чернече ім'я Костянтин; *1725, м. н. невід. — 6 липня 1773, м. см. невід.) — український церковний викладач, ректор Казанської й Нижньогородської семінарій, ігумен. Місіонер у країнах колишнього Казанського ханства. Випускник Києво-Могилянської академії.

## Біографія
Закінчив Києво-Могилянську академію на початку 1750-х.
З 1753 — професор піїтики, риторики й проповідник Московської слов'яно-греко-латинської академії.
1759 за станом здоров'я звільнений і призначений ігуменом Московського Данилового монастиря, потім настоятелем Желєзноборовського Предтеченського монастиря Костромської єпархії.
6 липня 1767 переміщений на постійну посаду до Казанського Спасо-Преображенського монастиря і призначений ректором та професором богослов'я Казанської семінарії.
1 червня 1772 переведений в Нижньогорський Печерський монастир, і з цього ж року член Нижньогорської консисторії, ректор і проповідник Нижньогорської семінарії.
З творів Борковського відоме «Слово торжественное о всерадостнейшем и вожделеннейшем на самодержавный Всероссийский престол вступлении… имп. Екатерины Вторая» (М., 1762).
Серед рукописів Московської слов'яно-греко-латинської академії зберігся його твір «О вечности».